# 加茂淳
加茂 淳（かも じゅん、1947年5月22日 - ）は、石川県出身の医師。

## 概要
1947年石川県生まれ。整形外科医、医学博士。金沢大学医学部卒業。
1982年小松市にて加茂整形外科医院を開業。整形外科専門医、リウマチ専門医、心療内科登録医。筋筋膜性疼痛症候群(MPS) 研究会名誉会長。
腰痛の原因は、神経が圧迫されることや脊椎の構造異常などとされていることに疑問を抱き、真因は筋肉の痙攣ではないかと考え、それに基づく治療法で多くの腰痛患者を救済してきた。ホームページは腰痛など筋骨格系の痛みを抱える人々の“駆け込み寺”的存在となっている。
以下のように、現在の医学的認識の誤りを指摘し、画像診断（レントゲン、MRIなど）は骨折や悪性腫瘍、感染症の除外診断の意味しかないとしており、最近になって徐々にその指摘が一部の医師の間に浸透しはじめた。
- 椎間板ヘルニア、脊柱管狭窄が痛みやしびれの原因となることはない。

- 痛みやしびれは神経症状ではない。

- 腰椎すべり症、分離症（初期の疲労骨折は除く）、椎間板や軟骨の変性が痛みの原因となることはない。

- 筋骨格系の痛みやしびれのほとんどは筋性疼痛（攣り、引っ張り、こわばり、凝り、痙攣、攣縮、スパズム）が原因である。すなわち、筋肉の微小損傷が始まりである。

急性痛だけでなく、筋筋膜性疼痛症候群線維筋痛症などの慢性疼痛の治療にも積極的であり、「痛みは早く取り除く」「痛みの悪循環を断ち切る」ことが大切としている。
特に慢性疼痛に対しては、「痛みを全人的に診る（痛みの生物・心理・社会的医学モデル）」ことが重要だとしている。

## 著作リスト

### 著書
- 「トリガーポイントブロックで腰痛は治る! 」風雲舎、2009年、ISBN 978-4-938939-52-6

### 雑誌
- iliholi(イリホリ)03 (エクスナレッジムック)【特集】「頭痛と腰痛」痛みの最新科学 第1特集：痛みを科学する[3]
- わかさ（医療情報雑誌） 各号の痛み特集

など多数